# Jacob Reinbold Spielmann
Pour les articles homonymes, voir Spielmann.
Jacob Reinbold Spielmann est un chimiste, pharmacien et médecin français né à Strasbourg le 31 mars 1722, où il est mort le 9 septembre 1783. 

## Biographie

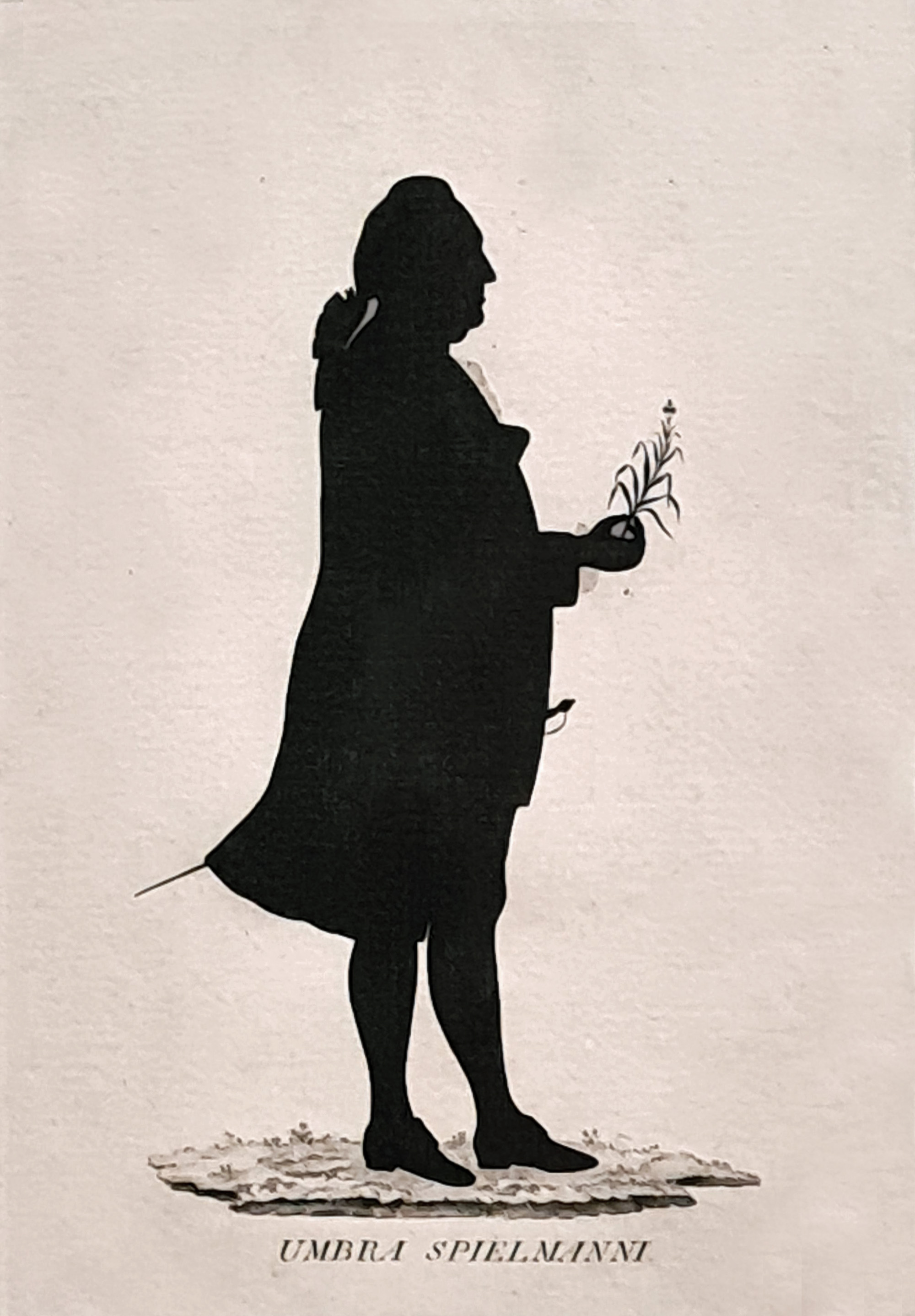
Silhouette de 1785
Cabinet des estampes et des dessins de Strasbourg.

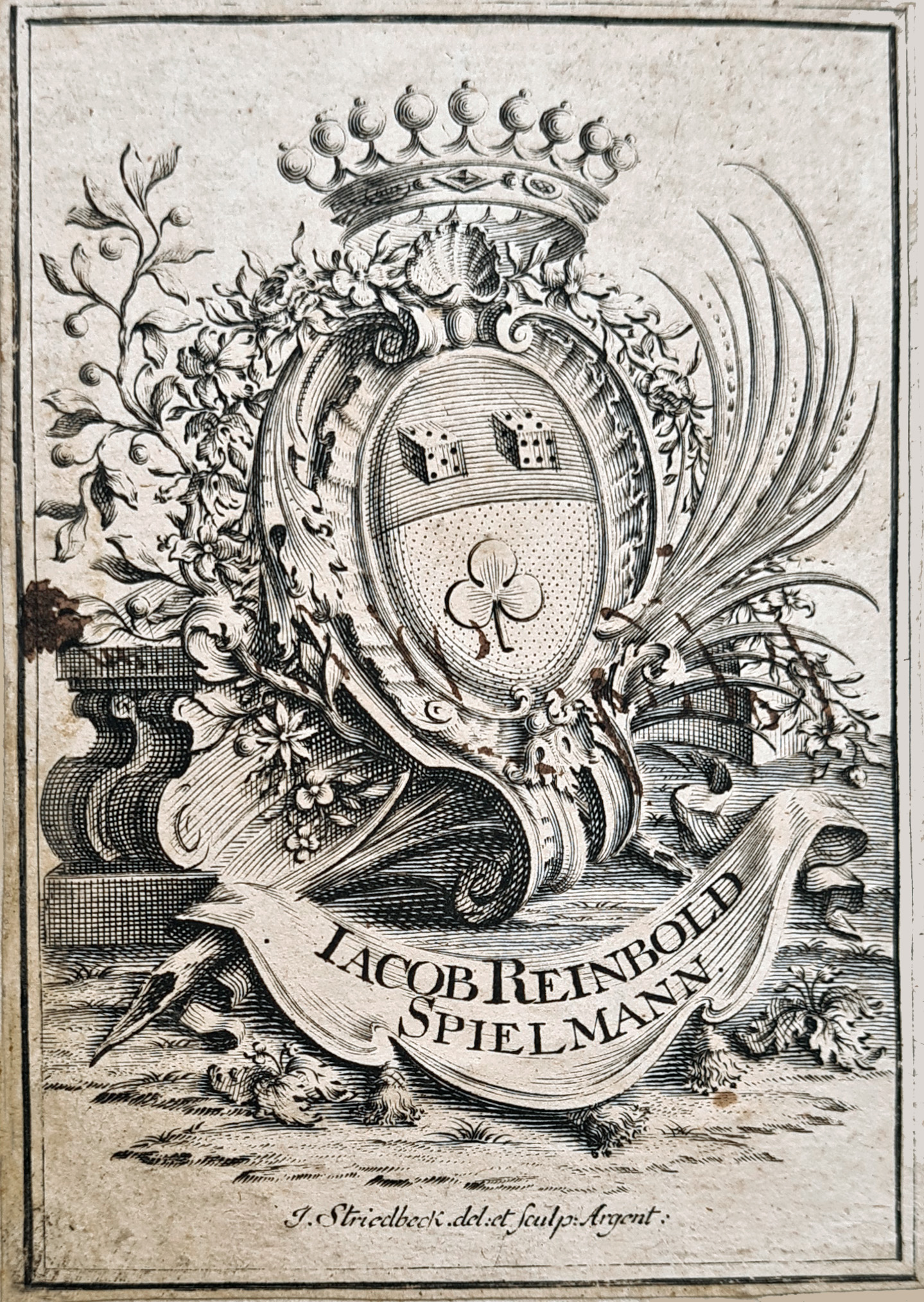
Ex libris figurant dans la correspondance de Descartes (éd. 1692)
Médiathèque protestante de Strasbourg.

Il fit ses études médicales dans sa ville natale, puis entreprit en Allemagne un voyage et s’arrêta à Berlin pour suivre les cours des médecins et des naturalistes qui y brillaient alors. En 1742, il alla à Fribourg, où il s’appliqua à l’étude de la métallurgie, passa ensuite quelques mois à Paris, et, de retour dans sa ville natale, il se fit agréger au collège des apothicaires. Reçu docteur en médecine en 1748, il fut nommé l’année suivante professeur extraordinaire de médecine et, trois ans après, professeur ordinaire de chimie, de botanique et de matière médicale.
Une rue de Strasbourg porte le nom de sa famille, dont il est le plus illustre représentant.

## Œuvres
C’est un remarquable savant, dont le principal ouvrage a pour titre : Institutions chemiæ, prælectionibus academicis accommodatæ (Strasbourg, 1763, in-8°). 
Nous citerons encore : 
- Institutiones materiæ medicæ, prælectionibus academicis accommodatæ (Strasbourg, 1774, in-8°) ;
- Pharmacopea generalis (1783, in-4°) ;
- Delectus dissertationum medicarum (Nuremberg, 1777-1781, 4 vol. in-8°).

### Source
- « Jacob Reinbold Spielmann », dans Pierre Larousse, Grand dictionnaire universel du XIXe siècle, Paris, Administration du grand dictionnaire universel, 15 vol., 1863-1890 [détail des éditions].